# Anthurium chinimense
Anthurium chinimense är en kallaväxtart som beskrevs av Thomas Bernard Croat. Anthurium chinimense ingår i släktet Anthurium och familjen kallaväxter. Inga underarter finns listade.